# Gertrud Keck
 Gertrud Keck  (* 18. Jänner 1927 in Wien; †  2. Mai 2019) war eine österreichische  Physikerin und Professorin für Medizinische Physik an der Veterinärmedizinischen Universität Wien.

## Leben und Werk
Keck studierte von 1945 bis 1950 Physik und Mathematik an der Universität Wien mit der Lehramtsprüfung als Abschluss und promovierte am 15. Juli 1950 mit dem Thema: Zur experimentellen Überprüfung der Treffertheorie. Ihre Lehrer waren Karl Przibram und Hans Thirring. An der Tierärztlichen Hochschule Wien wurde sie wissenschaftliche Hilfskraft und Hochschulassistentin. 1960 habilitierte sie mit dem Thema: „Abbildung durch Ultraschall mit besonderer Berücksichtigung von Körpergeweben“ und erhielt die Lehrbefugnis für medizinische Physik. 1962 wurde sie zur außerordentlichen Professorin ernannt, 1969 zur ordentlichen Hochschulprofessorin für Medizinische Physik an der  Veterinärmedizinischen Universität Wien und erste Ordinaria in der Geschichte dieser Universität. 1972 wurde sie Vorstand des Instituts „Rechenzentrum der Tierärztlichen Hochschule“. Mit ihren praxisbezogenen Arbeiten prägte sie die Zusammenarbeit mit der österreichischen Tierärzteschaft, nicht nur zu Zeiten der Katastrophe von Tschernobyl, als sie die Tierärzteschaft maßgeblich unterstützte, indem sie Tierärzte im Umgang mit den aus Tieren stammenden strahlenbelastenden Lebensmittel schulte und sie begleitete, wofür ihr 1993 das Ehrenzeichen der Österreichischen Tierärztekammer verliehen wurde. Sie veröffentlichte mehr als 200 wissenschaftliche Publikationen mit Schwerpunkten im Strahlenschutz und Umweltradioaktivität, über Messen und Maßeinheiten, über Optik und Ultraschall, über EDV in der Veterinärmedizin, über Stallklima und Biometeorologie und über solare und künstliche UV-Strahlung. Sie hatte leitende Funktionen in zahlreichen wissenschaftlichen Gesellschaften, so die Präsidentschaft der Gesellschaft für Medizinische Physik. 1995 wurde sie emeritiert, begann zu malen und wurde Vizeobfrau des Österreichischen Ärztekunstvereines.

## Auszeichnungen (Auswahl)
- 1980: Veterinärpreis der Wiener Wirtschaft
- 1982: Strahlenschutz-Verdienstzeichen in Gold
- 1993: Verleihung des Düsseldorfer Hygienepreises (zus. mit G. Schauberger und A. Cabaj)
- 1993: Verleihung des Goldenen Ehrenzeichens der Österreichischen Tierärztekammer
- 1980: Veterinärpreis der Wiener Wirtschaft
- Verleihung des Großen Silbernen  Ehrenzeichens für Verdienste um die Republik Österreich
- 2000: Goldenes Doktordiplom durch die Formal- und Naturwissenschaftliche Fakultät der Universität Wien